# Curtis Emerson LeMay
Curtis Emerson LeMay, ameriški general in vojaški pilot, * 15. november 1906, Columbus, Ohio, † 1. oktober 1990,Riverside,Kalifornija.

## Odlikovanja
- Distinguished Service Cross
- Distinguished Service Medal (3)
- Distinguished Flying Cross (3)
- Srebrna zvezda
- Air Medal (4)
- Legija časti